# Ordine di battaglia della battaglia di Lepanto

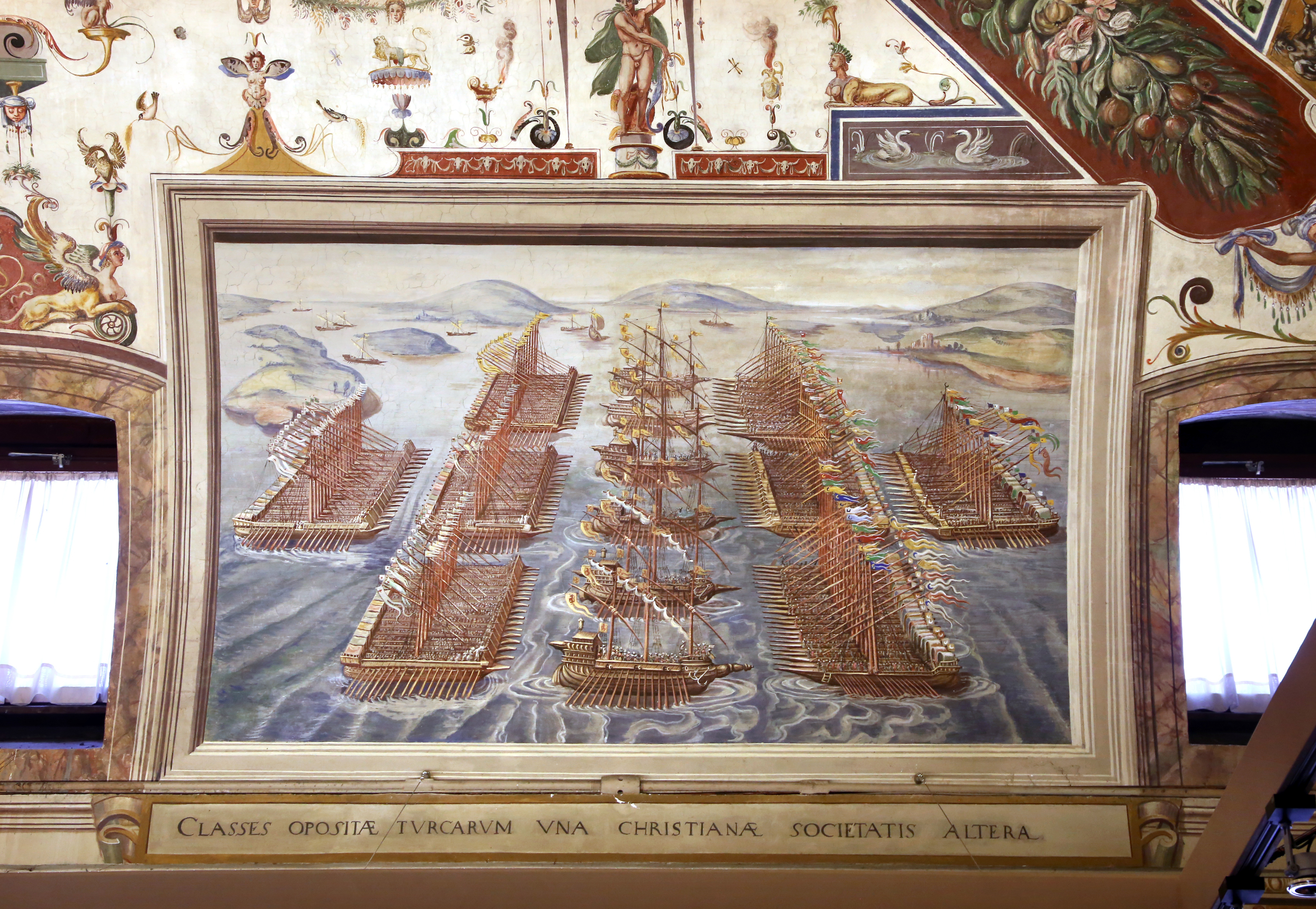
Le flotte contrapposte nella battaglia di Lepanto (Karel van Mander a palazzo Spada)

Questo è l'ordine di battaglia durante la Battaglia di Lepanto (7 ottobre 1571).
- Flotta della Lega Santa: 206 galee e 6 galeazze
- Flotta turca: 216 galee e 56 galeotte.

## Flotta della Lega Santa
Le forze combinate della Lega Santa furono messe sotto il comando di Don Giovanni d'Austria con Sebastiano Venier, Marcantonio Colonna e Gianandrea Doria come comandanti in seconda. L'Impero spagnolo e la Repubblica di Venezia erano le principali potenze della coalizione, poiché la Lega era in gran parte finanziata da Filippo II di Spagna e Venezia era il principale contributore di navi
Molte navi tra quelle della Lega Santa portavano lo stesso nome. Nonostante sia pratica non nuova per navi di diverse nazionalità, in questo caso alcune appartengono allo stesso paese. I comandanti cristiani non sembravano darci troppo peso. Per evitare confusione, è stato dato un ordinale alle navi che portavano lo stesso nome pur facendo parte dello stesso Stato (es.: Cristo di Candia I, Cristo di Candia II; Cristo di Venezia I, Cristo di Venezia II, ecc.).
Inoltre, alcuni "nomi" erano in realtà vere e proprie descrizioni di ruolo (e.g. "capitana", "almirante", "padrona", "real").

### "Corno" o Ala sinistra
Al comando di Agostino Barbarigo (53 galee, 2 galeazze).
- Galeazze veneziane (2)
  - Galeazza di Ambrogio Bragadin
  - Galeazza di Antonio Bragadin

- Galee veneziane (39)

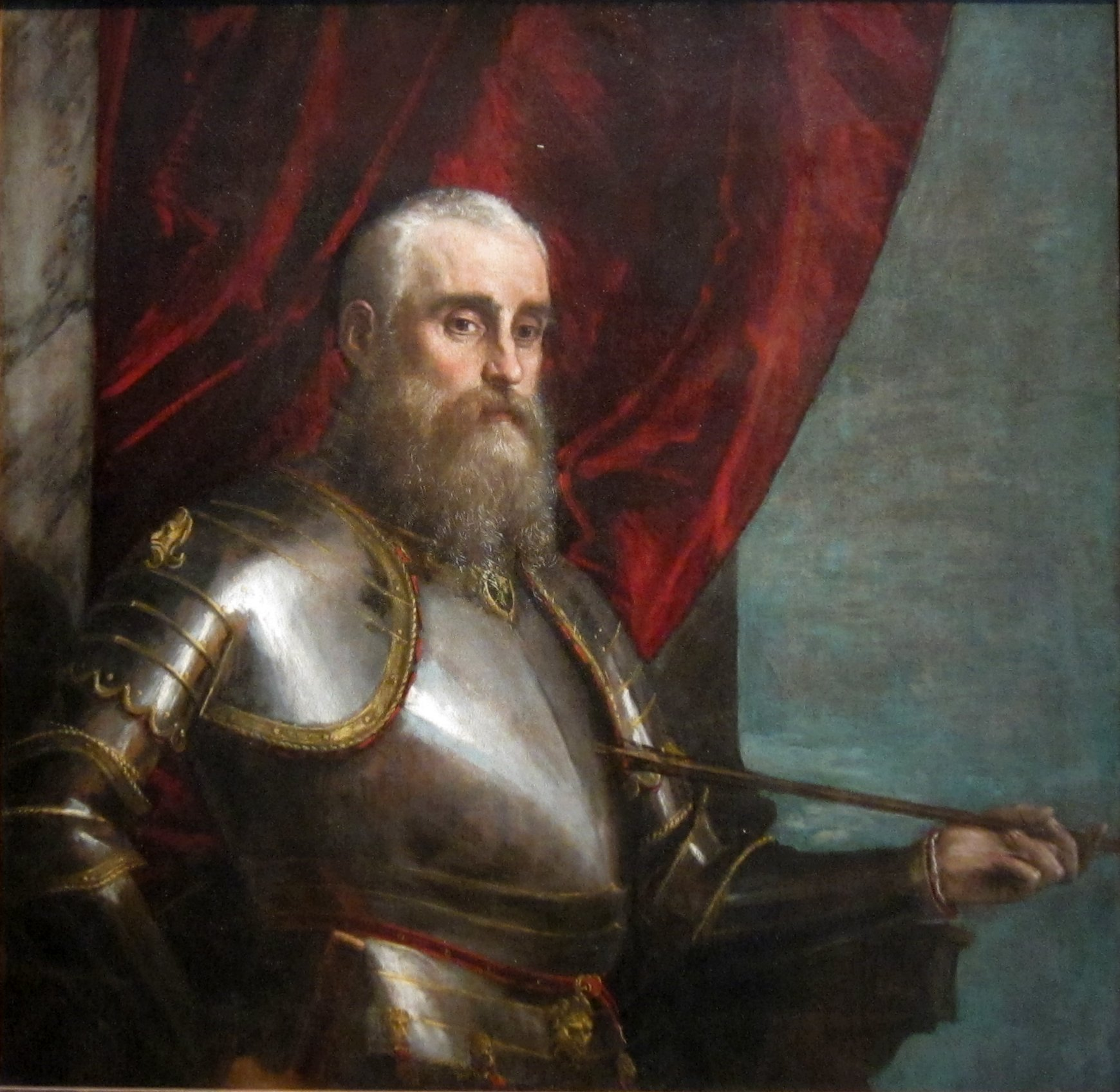
Agostino Barbarigo

  - Capitana Lanterna di Venezia - Agostino Barbarigo, Provveditore Generale della Serenissima Repubblica
  - Capitana di Venezia - Marco Querini, Provveditore della flotta veneta
  - Capitana di Venezia - Antonio da Canal
  - Fortuna di Venezia - Andrea Barbarigo
  - Tre Mani di Venezia - Giorgio Barbarigo
  - Due Delfini di Candia - Francesco Zen
  - Leone e Fenice di Candia - Francesco Mengano
  - Cristo di Candia - Andrea Corner
  - Angelo di Candia - Giovanni Angelo
  - Piramide di Candia - Marco Antonio Sant’Uliana
  - Cristo Risorto di Venezia - Simon Guoro
  - Cristo Risorto di Venezia - Federico Renier.
  - Cristo di Corfù - Cristoforo Condocolli
  - Madonna di Candia - Filippo Polani
  - Dama a cavallo di Candia - Antonio Eudomeniani
  - Cavallo Marino di Candia - Antonio De Cavalli
  - Due Leoni di Candia - Nicolò Fradello
  - Leone di Capodistria - Domenico Del Taco
  - Leone di Candia - Francesco Bonvecchio
  - Cristo Risorto di Candia - Giorgio Calergi
  - Cristo di Venezia - Bartolomeo Donato
  - Cristo di Candia - Giovanni Corner
  - Cristo Risorto di Candia - Francesco Zancaruol
  - Rodi di Candia - Francesco Molini
  - Sant'Eufemia di Brescia - Orazio Fisogni
  - Bravo di Candia - Michele Viramano
  - Braccio di Venezia - Nicolò Lippomano
  - Nostra Signora di Zante - Nicolò Mondini
  - Cristo di Candia - Danielo Calefatti
  - Nostra Signora di Venezia - Marcantonio Pisani
  - Santa Dorotea di Venezia - Polo Nani
  - Ketianana di Retimo - Nicolò Avonal
  - Dio Padre e Santa Trinità di Venezia - Giovanni Marino Contarini
  - Cristo Risorto di Venezia - Giovanni Battista Querini
  - Angelo di Venezia - Onfre Giustiniani
  - Croce di Cefalonia - Marco Cimera
  - Vergine Santa di Cefalonia - Cristoforo Criffa
  - Maddalena con palma di Veglia - Lodovico Cicuta
  - San Nicolò di Cherso - Colane Drascio

- Galee spagnole e napoletane (10)
  - Fiamma di Napoli - Juan de las Cuevas
  - San Giovanni di Napoli - Garcia de Vergara
  - Invidia di Napoli - Teribio de Accaves
  - San Jacopo di Napoli - Moferat Guardiola
  - San Nicola di Napoli - Cristobal de Mongiu
  - Vittoria di Napoli - Occava di Rocadi
  - Sagittaria di Napoli - Martino Pirola
  - Idra di Napoli - Luigi Pasqualigo
  - Santa Lucia di Napoli - Francesco Bono
  - Brava di Napoli - Miguel Quesxada

- Galea pontificia (1)
  - Regina - Fabio Valicati

- Galee genovesi (3)
  - Lomellina dei Lomellini - Agostino Canevari
  - Marchesa di Gianandrea Doria - Francesco San Fedra
  - Fortuna di Gianandrea Doria - Giovanni Alvigi Belvi

### Centro

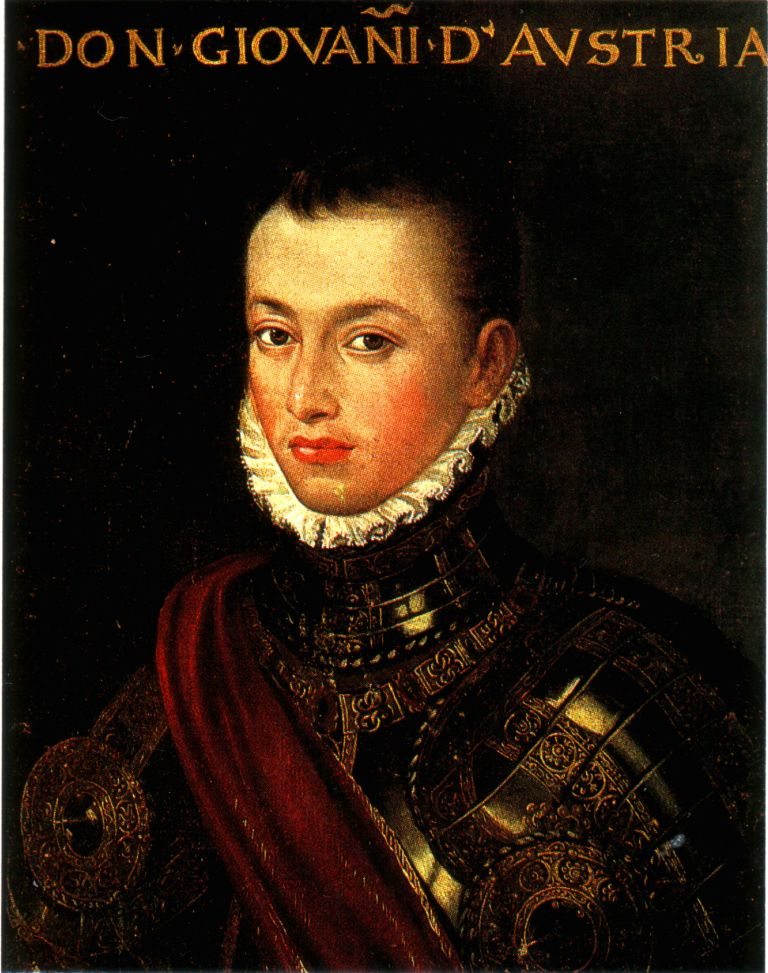
Don Giovanni d'Austria

Al comando di don Giovanni d'Austria (58 galee, 2 galeazze)
- Galeazze veneziane (2)
  - Galeazza di Jacopo Guoro
  - Galeazza di Francesco Duodo

- Galee veneziane (24)

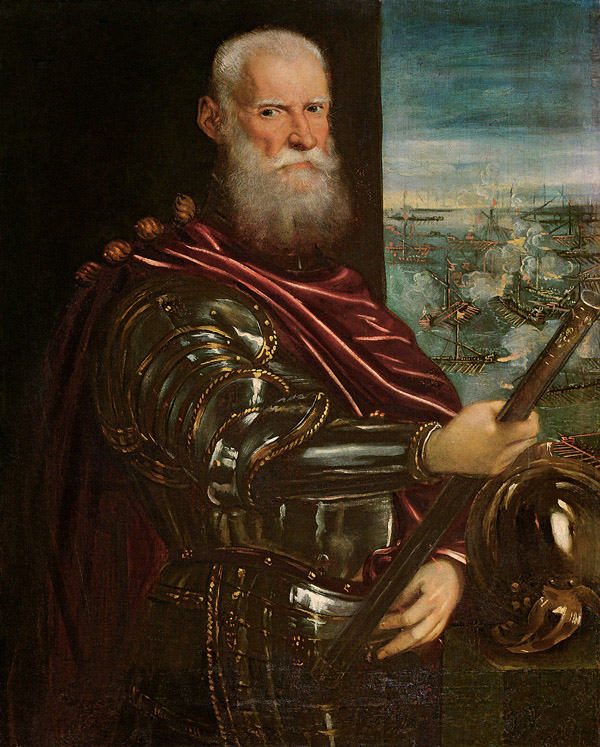
Sebastiano Venier in un ritratto del Tintoretto

  - Capitana di Venezia - Sebastiano Venier, Capitano Generale dell'Armata Veneta
  - Capitana dei Mari - Giorgio d'Asti
  - San Giovanni di Venezia - Pietro Badoaro
  - Giuditta di Zante - Marino Sicuro
  - Sant'Alessandro di Bergamo - Giovanni Antonio Colleoni
  - San Girolamo di Lesina - Giovanni Balsi
  - Nostra Signora di Venezia - Giovanni Zen
  - Cristo di Venezia - Girolamo Contarini
  - Ruota con Serpente - Gabrio da Canal
  - San Cristoforo di Venezia - Alessandro Contarini
  - Armellino di Candia - Marco Querini
  - Mezza Luna di Venezia - Valerio Vallaresso
  - Uomo di Mare di Vicenza - Jacopo Draffano
  - Palma di Venezia - Girolamo Venier
  - San Giovanni Battista di Venezia - Giovanni Mocenigo
  - Cristo di Venezia - Giorgio Pisani
  - San Giovanni di Venezia - Daniele Moro
  - Tronco di Venezia - Girolamo Canal
  - Mongibello di Venezia - Bertucci Contarini
  - San Teodoro di Venezia - Teodoro Balbi
  - Montagna di Candia - Alessandro Pizzamano
  - Passaro di Venezia - Nicolò Tiepolo
  - Leone di Venezia - Pietro Pisani
  - San Girolamo di Venezia - Gasparo Malipiero

- Galee genovesi (9)
  - Capitana di Genova - Ettore Spinola
  - Padrona di Genova - Pellerano
  - Capitana dei Lomellini (I) - Paolo Orsini
  - Padrona dei Lomellini - Pier Battista Lomellini
  - Capitana dei Grimaldi - Giorgio Grimaldi
  - Doria di Gio Andrea Doria - Jacopo di Casale
  - Perla di Gio Andrea Doria - Giovanni Battista Spinola
  - Temperanza di Gio Andrea Doria  - Cipriano De Mari
  - Vittoria di Gio Andrea Doria - Filippo Doria

- Galee spagnole, siciliane, sabaude e napoletane (15)
  - Galera Real (spagnola) - Don Giovanni d'Austria, nave ammiraglia
  - Patrona Real (spagnola) - Luis de Requesens o Juan Bautista Cortés
  - Capitana di Castiglia (spagnola) - Luis de Requesens
  - Roccaful (spagnola) - Roccaful
  - Figuera (spagnola) - Diego Lopez de Ilianos
  - Luna (spagnola) - Manuel de Aguilar
  - Granada (spagnola?) - Paolo Bottino
  - Piramide con cane (spagnola?)  - Marcantonio Uliana
  - Capitana di Gil d'Andrada (spagnola?) - Bernardo Cinoguera
  - Padrona di Napoli - Francesco de Benavides
  - Mendoza di Napoli - Alvaro di Bazán
  - San Giorgio di Napoli - Eugenio de Vargas
  - Capitana dei Bandinelli (napoletana) - Bandinelli Sauli
  - Padrona di Davide Imperiale (siciliana) - Nicolò da Luvano
  - Capitana di Savoia (Savoia) - Andrea Provana di Leinì

- Galee pontificie (7) (7 galee toscane)
  - Capitana di Sua Santità  (Toscana) - Marcantonio Colonna; nave ammiraglia del contingente papale composto da galee toscane
  - Toscana (Toscana) - Metello Caracciolo
  - Pisana (Toscana) - Ercole Lotta
  - Fiorenza (Toscana) - Tommaso de' Medici
  - Pace (Toscana) - Jacopo Antonio Perpignano
  - Grifona (Toscana) - Alessandro Negroni
  - Vittoria (Toscana) - Baccio di Pisa

- Galee dei Cavalieri di Malta (3)
  - Santa Maria della Vittoria, Capitana di Malta - Pietro Giustiniani, priore di Messina; nave ammiraglia ("capitana") del contingente maltese
  - San Pietro - Roquelare Saint-Aubin
  - San Giovanni - Alonso de Texada

### "Corno" o Ala destra
Al comando di Gianandrea Doria (50 galee, 2 galeazze)
- Galeazze veneziane (2)
  - Galeazza di Andrea da Pesaro
  - Galeazza di Pietro Pisani

- Galee veneziane (24)
  - Forza di Venezia - Ranieri Zen

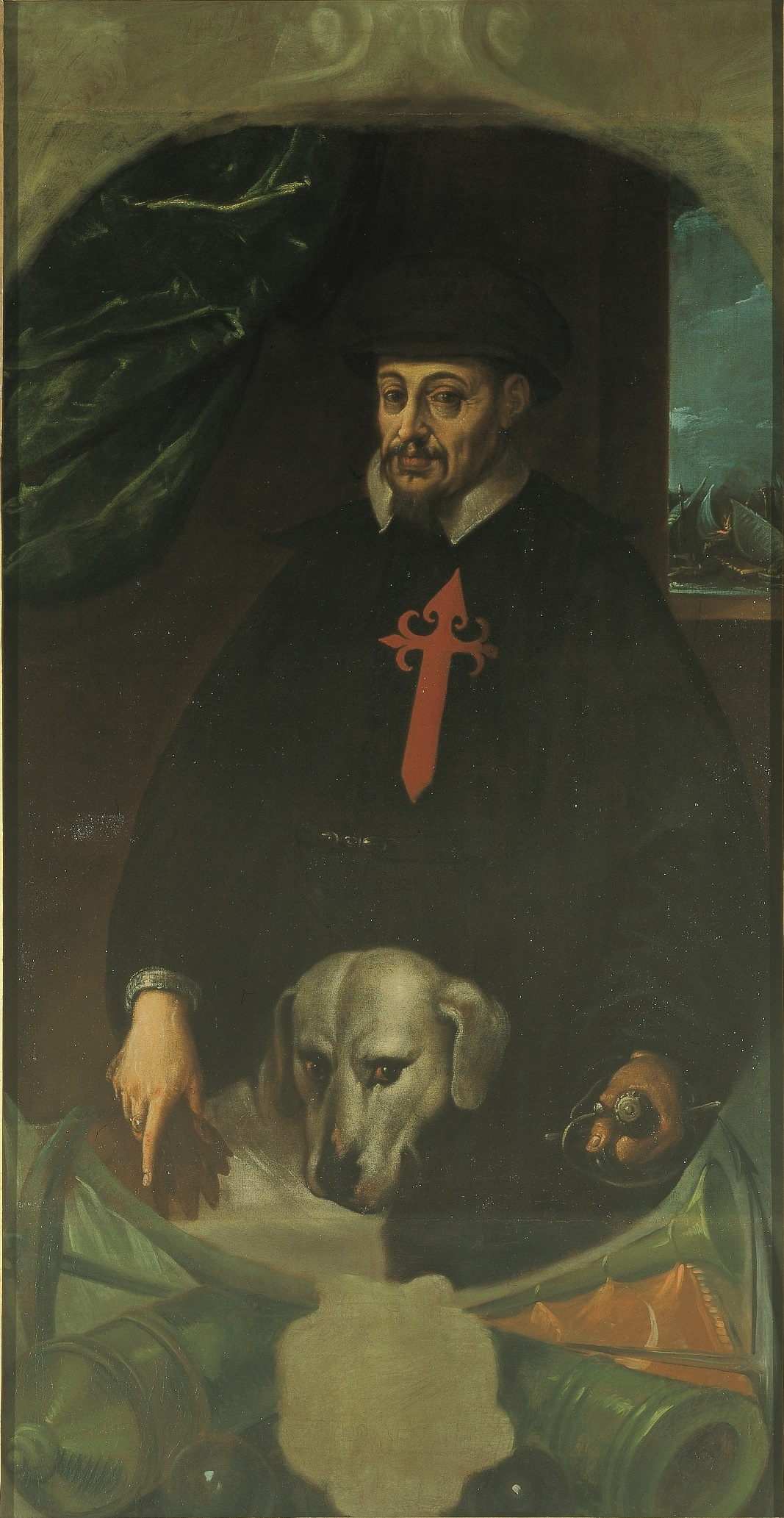
Gianandrea Doria

  - San Giuseppe di Venezia - Nicolò Donà
  - Torre di Vicenza - Lodovico da Porto
  - Aquila di Candia - Girolamo Zorzi
  - Regina di Candia - Giovanni Barbarigo
  - Nino di Venezia - Paulo Polani
  - Cristo Risorto di Venezia - Benedetto Soranzo
  - Uomo Armato di Retimo - Andrea Calergi, signore di Candia
  - Nostra Signora di Candia - Marco Foscarini
  - Cristo di Candia - Francesco Corner
  - Fuoco di Candia - Antonio Bon
  - Aquila di Corfù - Pietro Bua
  - San Cristoforo di Venezia - Andrea Tron
  - San Vittorio di Crema - Evangelista Zurla
  - Cristo di Venezia - Marcantonio Lando
  - Speranza di Candia - Girolamo Cornaro
  - Palma di Candia - Jacopo di Mezzo
  - Angelo di Corfù - Stelio Carchiopulo
  - Nave di Venezia - Antonio Pasqualigo
  - Aquila di Retimo - Pietro Pisano
  - San Giovanni di Arbe - Giovanni de Dominis
  - La Donna di Traù - Luigi Cipoco
  - Re Attila di Padova - Pataro Buzzaccarini
  - San Trifone di Cattaro - Girolamo Bisanti

- Galee spagnole, siciliane e napoletane (10)
  - Cingana di Napoli - Gabriel de Medina
  - Luna di Napoli[1] - Julio Rubio
  - Speranza di Napoli - Pedro de Busto
  - Gusmana di Napoli - Francesco de Osedo
  - Fortuna di Napoli - Diego de Medrano
  - Determinada di Napoli - Juan de Angustina Carasa
  - Sicilia di Sicilia - Francesco Amodei
  - Turca - Simone Goto
  - Piemontese (Savoia) - Ottavio Moretto
  - Margherita(Savoia) - Battaglino

- Galee genovesi (14)
  - Capitana di Gianandrea Doria - Gianandrea Doria
  - Donzella di Gianandrea Doria - Nicolò Imperiale
  - Monarca di Gianandrea Doria - Nicolò Garibaldo
  - Capitana di Nicolò Doria - Pandolfo Polidoro
  - Padrona di Nicolò Doria - Giulio Centurione
  - Capitana dei Negroni - Gio Ambrogio Negroni
  - Padrona dei Negroni - Luigi Gamba
  - Negrona dei Negroni - Nicolo da Costa
  - Bastarda dei Negroni - Lorenzo da Torre
  - Padrona dei Lomellini - Giorgio Greco
  - Furia dei Lomellini - Jacopo Chiappe
  - Padrona dei Grimaldi - Lorenzo Treccia
  - Padrona dei De Mari - Antonio Corniglia
  - Diana di Genova - Giovanni Giorgio Lasagna

- Galee pontificie (2 galee toscane)
  - Santa Maria (Toscana)- Pandolfo Strozzi
  - San Giovanni (Toscana) - Angnolo Biffoli

### Retroguardia

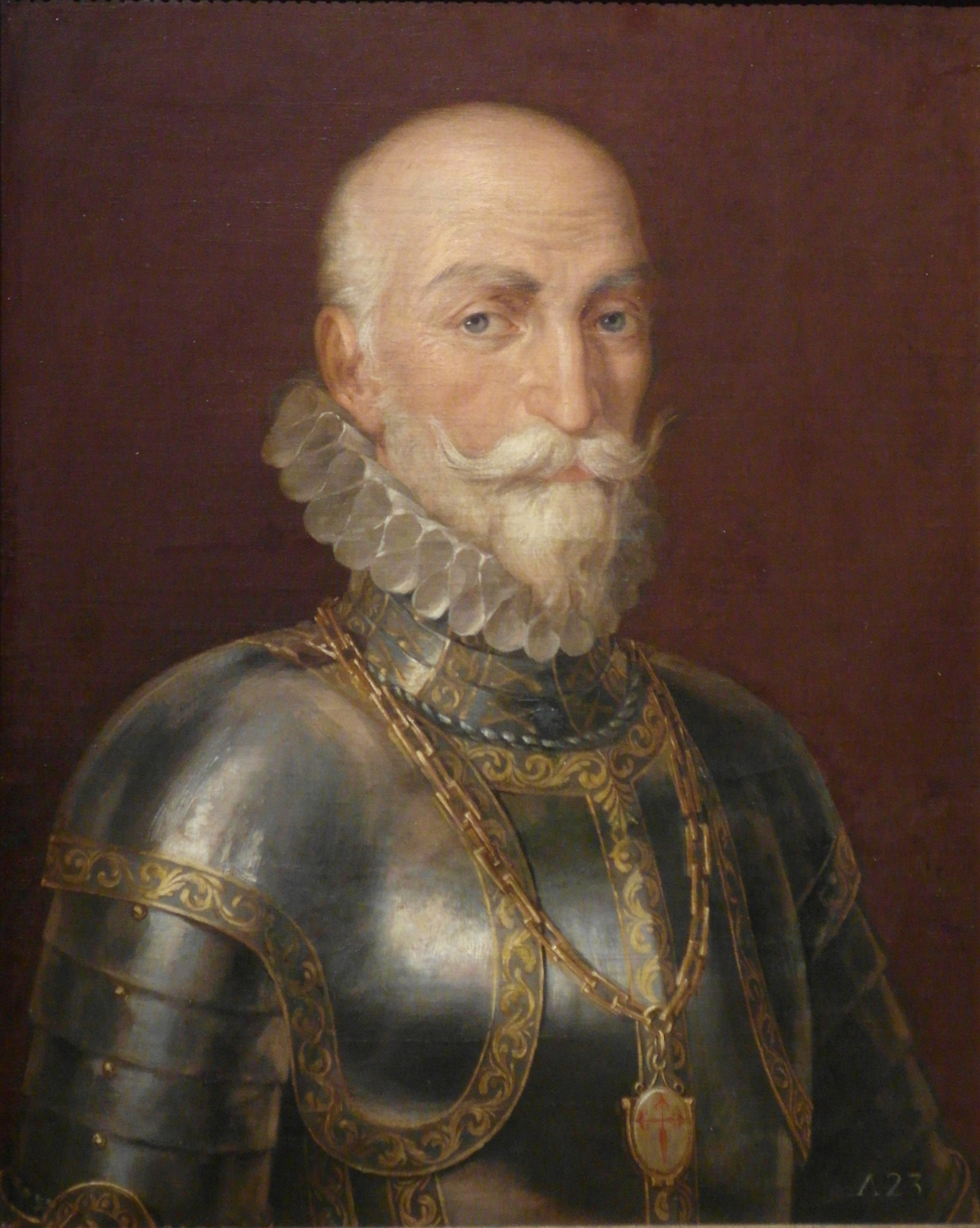
Álvaro de Bazán, comandante spagnolo (1526-1588)

Al comando di don Alvaro de Bazán (38 galee, di cui 8 dell'avanguardia).
- Galee veneziane (12)
  - Cristo - Marco da Molino
  - Due Mani - Giovanni Loredan
  - Fede - Giovanni Battista Contarini
  - Pilastro - Caterino Malipiero
  - Maddalena - Alvigi Balbi
  - Signora - Giovanni Bembo
  - Mondo - Filippo Leoni
  - Speranza di Venetia di Cipro - Giovanni Battista Benedetti
  - San Pietro - Marco Fiumaco
  - Sibilla - Daniele Tron
  - San Giorgio di Sebenico - Cristoforo Lucich
  - San Michele - Giorgio Cochini

- Galee spagnole, siciliane e napoletane (13)
  - Lupa di Napoli - Don Alvaro de Bazan, Marchese di Santa Cruz; galea capitana di Napoli
  - Capitana di Vasquez (spagnola) - Juan Vasquez de Coronado
  - San Giovanni (Sicilia) - Davide Imperiale
  - Gru (spagnola) - Luis Heredia
  - Leonessa di Napoli
  - Costanza di Napoli - Pietro Delagia
  - Marchesa di Napoli - Juan de Machado
  - Santa Barbara di Napoli - Giovanni de Ascale
  - Sant'Andrea di Napoli
  - Santa Caterina di Napoli - Juan Rufis de Velasco
  - Sant'Angelo di Napoli
  - Terana di Napoli - Giovanni de Riva di Neillino
  - Ocasion (spagnola) - Pedro de Roig

- Galee pontificie (3 galee toscane)
  - Padrona (Toscana) - Alfonso d'Appiano
  - Suprema (o Elbigina') - Antonio da Ascoli (?)
  - Serena (Toscana)

- Galee genovesi (2)
  - Baccana - Giovanni Pietro de Morilo
  - San Bartolomeo - Niccolò Marrone

### Avanguardia
Al comando di Giovanni de Cardona (7 galee allegate, 3 siciliane e 4 veneziane)
- Capitana di Sicilia - Giovanni de Cardona
- Padrona di Sicilia
- San Giovanni di Sicilia - Davide Imperiale
- Santa Maddalena di Venezia - Marino Contarini
- Sole di Venezia - Vincenzo Querini
- Santa Caterina di Venezia - Marco Cicogna
- Nostra Donna di Venezia - Pier Francesco Malipiero

## Flotta turca
Il comando supremo della flotta turca ottomana fu ricoperto da Müezzinzade Alì Pascià.
In contrasto ai loro coevi occidentali, i turchi registravano le proprie navi solo secondo il nome del loro comandante. I nomi delle navi turche sono quindi andati persi.

### Ala sinistra
Al comando di Uccialì (61 galee, 32 galeotte)
- Galee turche (Costantinopoli) (14)
  - Nasur Ferhad
  - Kasam Reis
  - Osman Reis
  - Kiafi Hajji
  - Ferhad Ali
  - Memi Bey
  - Piri Osman
  - Piri Reìs
  - Selim Basti
  - Talatagi Reis
  - Celebi Reis
  - Tartar Ali
  - Kafir Hajji
  - Karaman Pascià

- Galee barbaresche (algerine) (14)
  - Uccialì - Comandante dell'Ala
  - Qarag Ali
  - Karaman Ali
  - Alemdar Pascià
  - Sinian Celebi
  - Amdjazade Mustafa
  - Dragud Ali
  - Seydi Ali
  - Peri Selim
  - Murad Darius
  - Uluç Reis
  - Macasir Ali
  - Ionas Osman
  - Salim Deli

- Galee siriane (6)
  - Kara Bey
  - Dermat Bey
  - Osman Bey
  - Iusuf Ali
  - Kari Alemdar
  - Murad Hasan

- Galee anatoliche (13)
  - Karali Reis
  - Piriman Reis
  - Hazuli Sinan
  - Chios Mehemet
  - Hignau Mustafa
  - Cademly Mustafa
  - Uschiufly Memy
  - Kari Mora
  - Darius Pascià
  - Piali Osman
  - Tursun Osman
  - Iosul Piali
  - Keduk Seydi

- Galee greche (Negroponte) (14)
  - Seydi Reis
  - Arnaud Ali
  - Chendereli Mustafa
  - Mustafa Hajji
  - Sali Reis
  - Hamid Ali
  - Karaman Heyder
  - Magyar Fehrad
  - Nasur Ferhad
  - Nasi Reis
  - Kara Rhodi
  - Kos Hajji
  - Kos Mend
  - Karam Bey (Albanese)

- Galeotte turche (Costantinopoli) (19)
  - Uluj Piri Pascià
  - Karaman Suleiman
  - Haneshi Ahmed
  - Hyder Enver
  - Nur Memi
  - Karaman Reis
  - Kaleman Memi
  - Guzman Ferhad
  - Hunyadis Hasan
  - Kemal Murad
  - Sarmusal Reis
  - Tursun Suleiman
  - Celebi Yusuf
  - Hascedi Hassan
  - Sian Memi
  - Osman Dağli
  - Karaman Reis
  - 2 galeotte turche senza nome

- Galeotte albanesi (8)
  - Deli Murad
  - Alemdar Reis
  - Sian Siander
  - Alemrdar Ali
  - Hasan Omar
  - Seydi Aga
  - Hasan Sinan
  - Jami Fazil

- Galeotte anatoliche (5)
  - Kara Alemdhar
  - Suzi Memi
  - Nabi Reis
  - Hasan Osman
  - Hunyadi Yusuf

### Centro

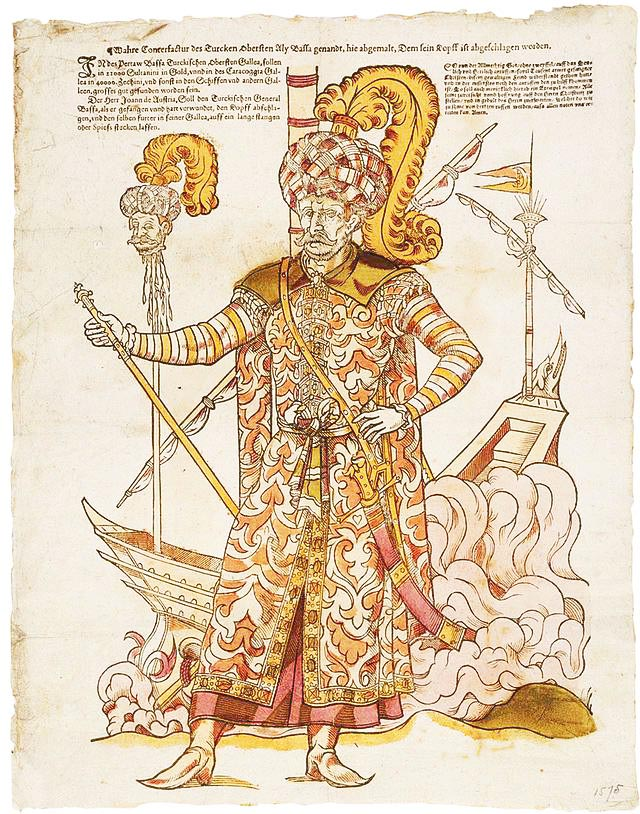
Müezzinzade Alì Pascià

Al comando di Müezzinzade Alì Pascià (87 galee divise in una prima linea, con le galee più nuove e progredite, e una seconda linea).
Prima linea
- Galee turche (Costantinopoli) (22)
  - Müezzinzade Alì Pascià Sultan - Nave ammiraglia
  - Osman Rais - Comandante dell'Ala
  - Portasi Pascià - Comandante dei fanti imbarcati
  - Hasan Pascià (figlio di Barbarossa)
  - Hasan Rais
  - Kos Ali
  - Kilik Rais
  - Uluj Rais
  - Piri Uluj Bey
  - Dardagan Rais - Governatore dell'Arsenale
  - Deli Osman
  - Piri Osman
  - Demir Celebi
  - Darius Haseki
  - Sinian Mustafa
  - Heseki Rais
  - Hasan Uluj
  - Kosem Iusuf
  - Aga Ahmed
  - Osman Seydi
  - Darius Celebi
  - Kafar Rais

- Galee rodiote (12)
  - Hasan Rey - Governatore di Rodi
  - Deli Chender- "Custode" di Rodi
  - Osa Rais
  - Postana Uluj
  - Khalifa Uluj
  - Ghazni Rais
  - Dromus Rais
  - Berber Kali
  - Karagi Rais
  - Occan Rais
  - Deli Ali
  - Hajji Aga

- Galee del Mar Nero (bulgare e bitiniche) (13)
  - Prauil Aga
  - Kara Hais
  - Arnaud Rais
  - Jami Uluj
  - Arnaud Celebi
  - Magyar Ali
  - Kali Celebi
  - Deli Celebi
  - Deli Assan
  - Kamen Aga
  - Sinian Rais
  - Kari Mustafa
  - Seydi Arnaud

- Galee di Gallipoli (4)
  - Piri Hamagi, Signore di Moria
  - Ali Rais
  - Iusuf Ali
  - Sinian Bektashi

- Galee greche (Negroponte) (11)
  - Osman Rais
  - Mehmed Bey - governatore di Metelina
  - Baktashi Uluj
  - Baktashi Mustafa
  - Sinian Ali
  - Agdagi Rais
  - Deli Iusuf
  - Orphan Ali
  - Cali Celebi
  - Bagdar Rais
  - Hanyadi Mustata

Seconda linea
- Galee turche (Costantinopoli) (12)
  - Tramontana Rais
  - Murad Rais
  - Suleiman Celebi
  - Deli Ibrahim
  - Murad Korosi
  - Darnad Ali
  - Kari Rais
  - Darius Sinian
  - Dardagi Ali
  - Hyder Carai
  - Darius Ali
  - Kan Ali

- Galee berbere (Tripoli) (6)
  - Hyder Aga
  - Kari Hamat
  - Husam Kahlim Ali
  - Deram Uluj
  - Deydi Ali
  - Mohammed Ali

- Galee di Gallipoli (7)
  - Aziz Khalifa - Governatore di Gallipoli
  - Selim Sahi
  - Seydi Pascià
  - Hasan Mustafa
  - Hasseri Ali
  - Hassan Deli
  - Iusuf Seydi

### Ala destra
Al comando di Mehmet Sulik Pascià (60 galee e 2 galeotte)
- Galee turche (Costantinopoli) (20)
  - Suleiman Bey
  - Kara Mustafa
  - Ibrahim Rais
  - Suleiman Rais
  - Karaman Ibrahim
  - Chender Sinian
  - Hasan Nabi
  - Ali il Genovese
  - Hali Rais
  - Seydi Selim
  - Kumar Iusuf
  - Bardas Celebi
  - Bardas Hasan
  - Fazil Ali Bey
  - Drusari Piri
  - Koda Ali
  - Sinaman Mustafa
  - Caracoza Ali
  - Mustafa Alendi
  - Mamara Rais

- Galee berbere (Tripoli) (5)
  - Arga Pascià
  - Arnaut Ferhad
  - Darnad Iusuf
  - Suleiman Rais
  - Fazil Memi

- Galee anatoliche (13)
  - Mehemet Bey
  - Maysor Ali
  - Amurat Rais
  - Kalifi Memi
  - Murad Mustafa
  - Hyder Mehmet
  - Sinian Darius
  - Mehmet Darius
  - Amdjazade Simian
  - Adagi Hasan
  - Sinjji Musafa
  - Hajji Cebebi
  - Tursan Mustafa

- Galee egiziane (Alessandria) (22)
  - Mehmet Julik Pascià (Comandante dell'Ala)
  - Kari Ali
  - Herus Reis
  - Karas Turbat
  - Bagli Serif
  - Hasan Celebi
  - Osman Celebi
  - Dink Kasai
  - Osman Occan
  - Darius Aga
  - Drazed Sinian
  - Osman Ali
  - Deli Aga
  - Dardagut Bardabey
  - Kasli Khan
  - Iusuf Aga
  - Iusuf Magyar
  - Khalifa Hyder
  - Mustafa Kemal
  - Dernadi piri
  - Memi Hasan
  - Kari Ali

- Galeotte egiziane (Alessandria) (2)
  - Abdul Rais
  - Piali Murad

### Retroguardia
Al comando di Amuret Dragut Rais (8 galee e 22 galeotte)
- Galee greche (Negroponte) (4)
  - Amuret Dragut Rais
  - Kaidar Memi
  - Deli Dori
  - Hasan Sinian

- Galee anatoliche (4)
  - Deli Suleiman
  - Deli Bey
  - Kiafar Bey
  - Kasim Sinian

- Squadrone di galeotte miste (22)
  - Ali Uluj
  - Kara Deli
  - Ferhad Kara Ali
  - Dardagud Rais
  - Kasim Kara
  - Hasan Rais
  - Alemdar Hasan
  - Kos Ali
  - Hajji Ali
  - Kurtprulu Celebi
  - Setagi Meni
  - Setagi Osman
  - Hyder Ali
  - Hyder Deli
  - Armad Memi
  - Hasan Rais
  - Jami Naser
  - Nur Ali
  - Kari Ali
  - Murad Ali
  - Iumaz Ali
  - Haneschi Murad